# Khăn trải giường

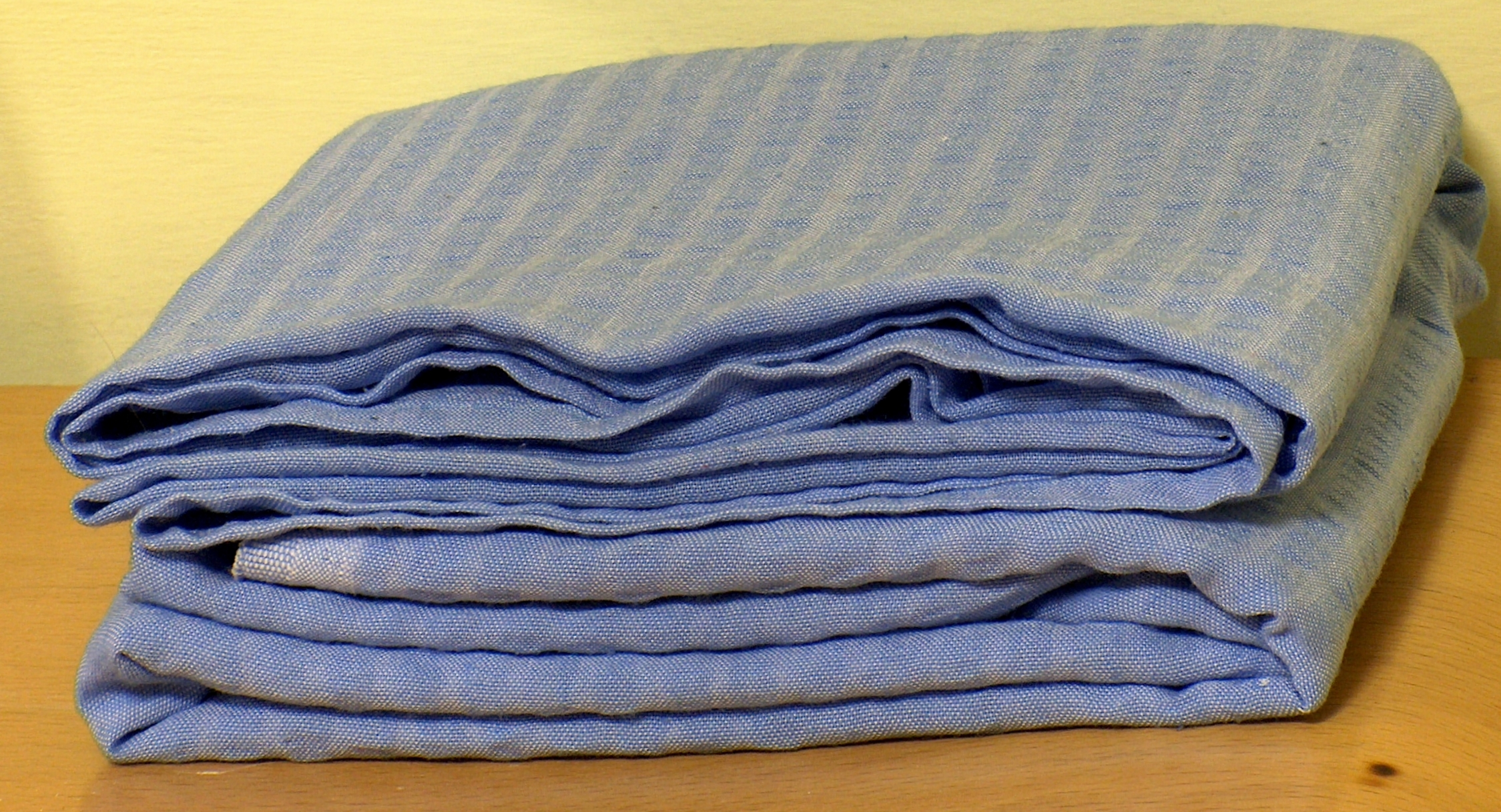
Một tấm ra giường màu xanh

Khăn trải giường,  Ga trải giường hoặc  Ra trải giường (từ chữ drap trong tiếng Pháp) là một tấm vải dùng để bao phủ lên bề mặt của một tấm đệm dùng để nằm ngủ. Khi nằm lên nệm giường thì người nằm thường tiếp xúc trực tiếp với tấm ga chứ ít khi tiếp xúc trực tiếp với đệm.
Nhiều nơi trên thế giới, người ta dùng một lớp ra thứ hai (tiếng Anh gọi là "top sheet") phủ lên trên lớp ga giường ban đầu (lúc này tiếng Anh gọi là "bottom sheet"). Người nằm sẽ nằm giữa hai lớp ga giường này. Chăn, mền sẽ được phủ lên trên lớp ga giường thứ hai.
Có hai loại ra trải giường. Loại thứ nhất, tiếng Anh gọi là "flat sheet", đơn thuần chỉ là một tấm vải phủ lên nệm giường. Loại thứ hai, tiếng Anh gọi là "fitted sheet", có 4 góc hoặc 2 trong 4 cạnh được làm bằng chất đàn hồi, như vậy sẽ giúp cho tấm ga không bị tuột ra khỏi nệm giường. Loại ra thứ hai chỉ được dùng để làm lớp ga tiếp xúc trực tiếp lên bề mặt đệm giường. Tuy nhiên nếu lớp ra này thuộc loại ra thứ nhất - tức không có các góc cạnh đàn hồi - thì khi trải giường người ta thường gấp tấm ra lại theo một phương pháp gọi là "góc bệnh viện".

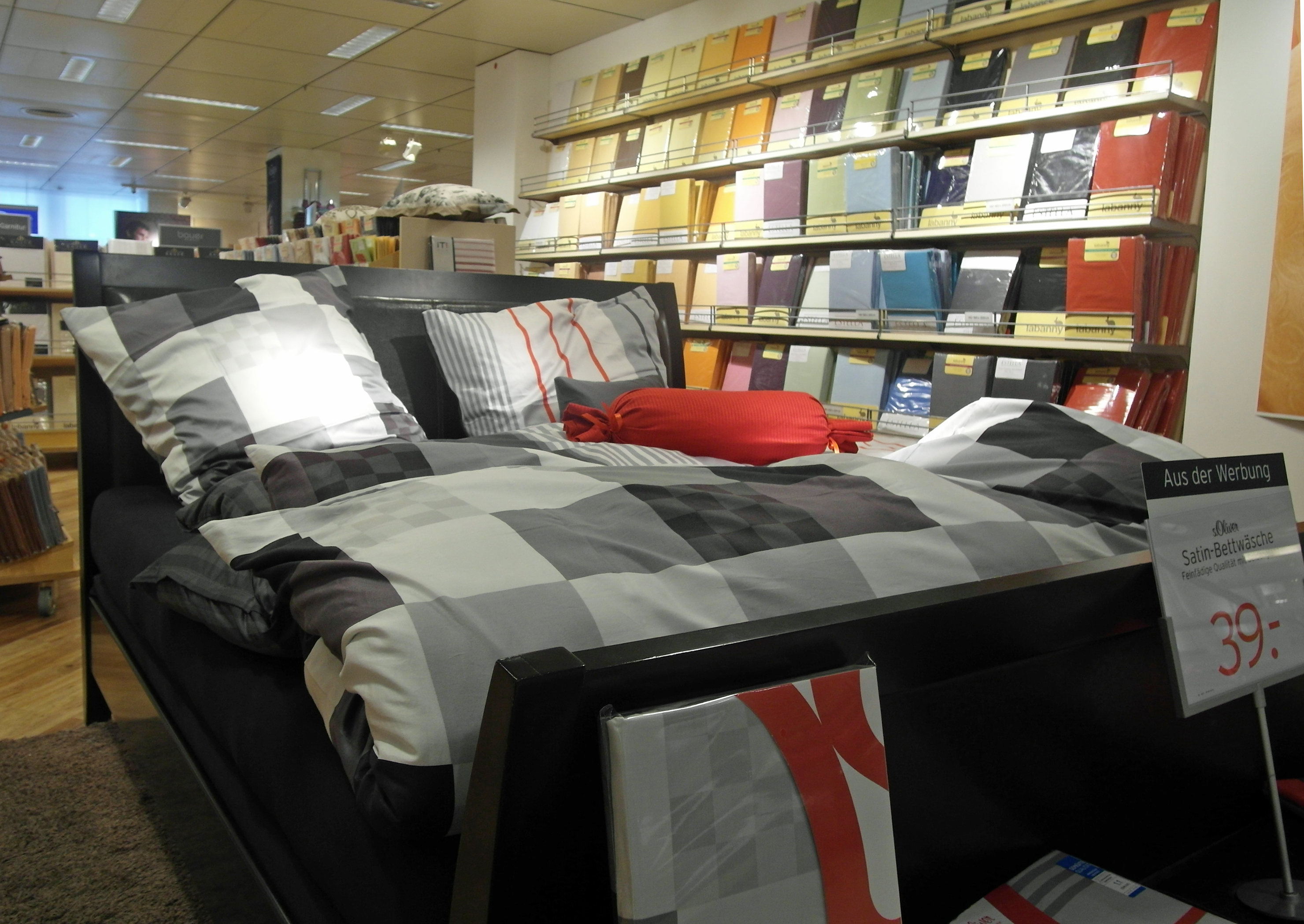
Trong một cửa hàng bán khăn trải giường

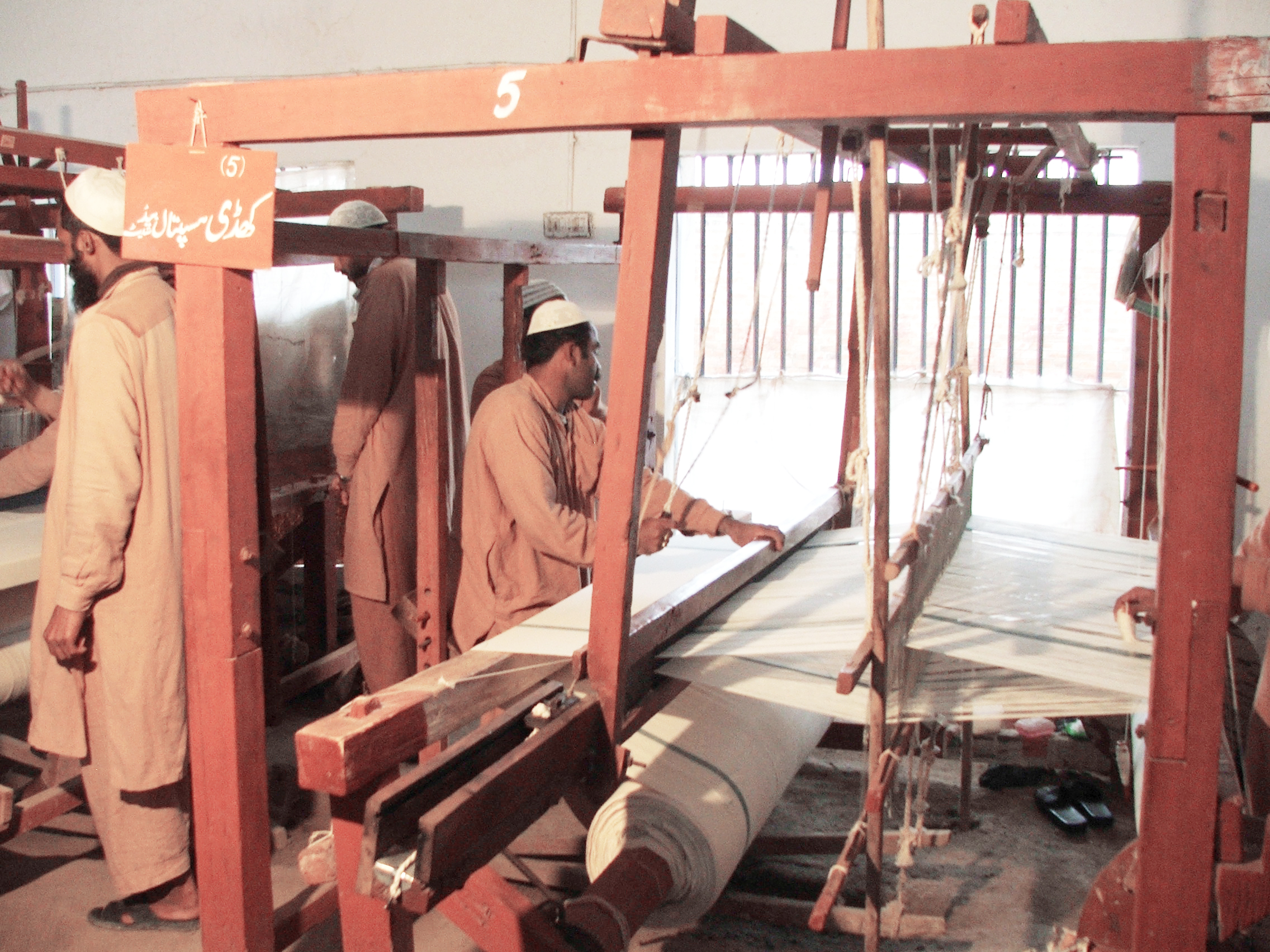
Dệt khăn trải giường tại Pakistan

Màu sắc truyền thống của ga trải giường là trắng, nhưng ngày nay ga trải giường có nhiều màu sắc khác nhau và được trang trí nhiều dạng họa tiết khác nhau. Chất lượng của tấm ga giường được xác định dựa trên "chỉ số sợi", tức số lượng sợi vải trong 1 inch vuông vải ga giường. Chỉ số sợi càng cao, ga giường càng mềm; tuy nhiên cách dệt vải và chất lượng sợi vải có thể có ảnh hưởng lớn đến chất lượng vải, vì vậy một số lại ga giường tuy có chỉ số sợi thấp nhưng lại có độ mềm cao hơn những loại ga giường có chỉ số sợi cao. 

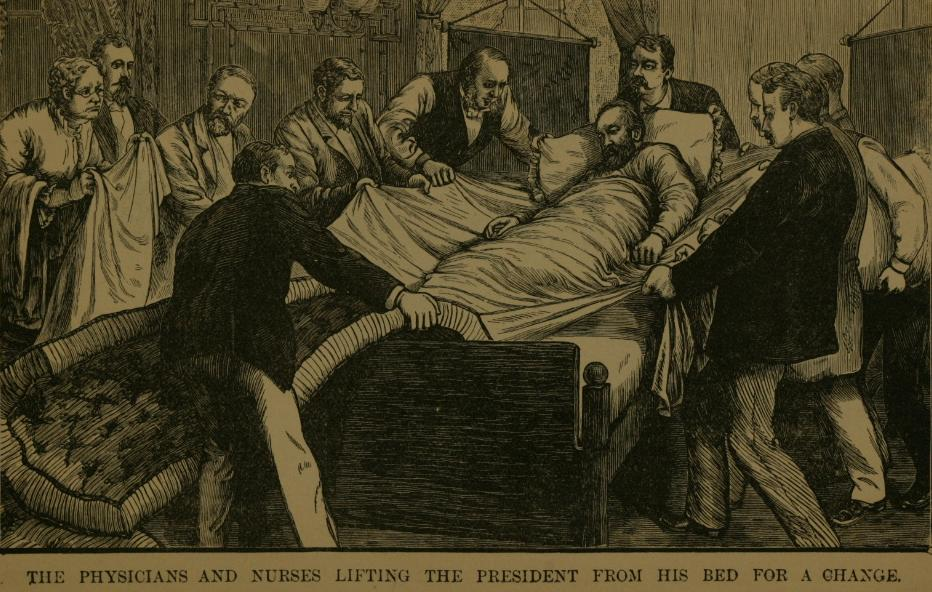
Cảnh mọi người đang thay ra giường cho James Abram Garfield sau khi ông bị bắn.

Một số vật liệu phổ biến dùng để dệt nên ga giường là sợi bông, sợi lanh, sa tanh, lụa, tơ nhân tạo, sợi tre và sợi pha giữa sợi bông và polyester.
Một số vật liệu không dệt như polypropylene giúp sản xuất các loại ra giường dùng một lần do vật liệu này có giá thành thấp. Loại ga giường này trước đây được dùng trong bệnh viện và trong các chòi trú chân dành cho trường hợp khẩn cấp; nay chúng cũng được dùng trong các lĩnh vực khác thí dụ như các khách sạn.
Thường một tấm ga trải giường được vắt sổ xung quanh bốn cạnh của nó để tạo thành các đường may nối. Một trong số các đường may nối đó rộng hơn các đường còn lại và giúp cho tấm ga giường ăn khớp với tấm đệm. Đường may nối rộng nhất thường nằm ở đầu trên của tấm đệm. Tuy nhiên một số trường hợp ra giường không được vắt sổ mà chỉ được selvedge.
Thông thường, cạnh được trang trí hoặc có chữ viết lồng nhau của ra giường thường được nhét xuống phía dưới và cạnh trên của ga giường được gấp về phía chân giường, exposing the design.

### Khăn trải giường có mấy chất liệu?
Khăn trải giường hiện nay trên thị trường Việt Nam có nhiều chất liệu khác nhau nhưng chủ yếu là 2 chất liệu sau:
- Cotton
- Microfiber

Khăn trải bằng cotton thường được nhiều spa cao cấp sử dụng bởi giá thành cao hơn nhiều so với khăn bằng chất liệu microfiber. Thường thì khăn trải giường được nhiều spa chọn bằng chất liệu microfiber bởi giá rẻ và khăn thường xuyên thay.

### Tác dụng của khăn trải giường
Khăn trải giường lại chia là 2 loại khác nhau đó là:
- Khăn trải cho khách sạn
- Khăn trải cho spa

Khăn trải cho spa thì dùng để trải trên giường khi thực hiện các liệu trình thì các hóa chất, tinh dầu có chảy xuống thì thấm trực tiếp lên khăn không bị dính vào ga giường và sau mỗi liệu trình như vậy thì khăn sẽ được thay giặt ngay
Khăn trải cho khách sạn thì trải trang trí ngoài ra ở nước ngoài có thói quen mang giày, mang đồ ăn lên giường nên khăn trải giường khách sạn dùng để tránh là bẩn ga giường khách sạn vì lý do như vậy.